# 隠岐の富士和也
隠岐の富士 和也（おきのふじ かずや、本名：竹谷和也（たけだに かずや）、1988年1月26日 - ）は、島根県隠岐郡隠岐の島町出身の元大相撲力士。現在は世話人。八角部屋所属。最高位は西幕下11枚目（2021年1月場所）。部屋公式プロフィールによると、好物はちゃんこ、趣味は昼寝、ゲーム。

## 経歴

### 入門前
2004年9月、テレビ番組『ザ!鉄腕!DASH!!』の企画「ソーラーカー 一筆書きで日本一周」で隠岐古典相撲のアマチュア選手として登場。長瀬智也と対戦し、寄り切りで勝利した。長瀬曰く「16歳には見えなかった」という。
漁師の息子であったが、致命的に船酔いしやすいので幼い頃から家業を継ぐ見込みがなく、八角部屋のマネージャーが勧誘に来たこともあって入門を決意した。

### 入門後
2006年3月場所に初土俵。翌5月場所から三場所続けて勝ち越し、11月場所より三段目に昇進した。
2009年3月場所で初めて幕下に昇進した。その後は、幕下と三段目を往来している。
2010年3月場所より四股名を「竹谷」から「隠岐の富士」に改めた。
2011年11月場所では、6勝1敗で8人が並び、トーナメント形式による優勝決定戦に臨んだが一回戦で敗れた。
2023年9月30日、1月に引退した兄弟子である隠岐の海の引退相撲にて、隠岐古典相撲形式での最後の取組相手として二番を取った。
2024年3月場所限りで現役を引退。引退後は世話人に採用された。兄弟子の元隠岐の海の君ヶ濱親方に、今後八角部屋を継承するにしても分家独立するにしても同郷のサポート役が必要だという師匠の判断から世話人就任を打診されたという。
引退の理由として本人は「けがではなく、体が動きにくくなっていた」と語り、日本相撲協会の試験を受けて世話人になる道を選んだと説明した。隠岐の島島港町の西郷相撲振興会の奥谷寿久会長は「隠岐の海と同じく、『人間よし』で勝つ相撲にこだわらなかった」と労い、池田高世偉隠岐の島町長は「華やかなスポットライトを浴びたわけではないが、隠岐の人にとって応援したくなる人柄だった」とたたえた。

## 主な成績

### 通算成績
- 通算成績：380勝362敗（107場所）

### 場所別成績
| | 一月場所 初場所（東京） | 三月場所 春場所（大阪）   | 五月場所 夏場所（東京） | 七月場所 名古屋場所（愛知） | 九月場所 秋場所（東京） | 十一月場所 九州場所（福岡） |
| --- | ----------------------- | ------------------------- | ----------------------- | --------------------------- | ----------------------- | --------------------------- |
| 2006年 （平成18年） | x                       | （前相撲）                | 西序ノ口16枚目 4–3      | 東序二段108枚目 5–2         | 東序二段57枚目 6–1      | 西三段目90枚目 4–3          |
| 2007年 （平成19年） | 西三段目71枚目 5–2      | 西三段目55枚目 3–4        | 東三段目72枚目 6–1      | 西三段目17枚目 3–4          | 西三段目32枚目 5–2      | 西三段目8枚目 1–6           |
| 2008年 （平成20年） | 東三段目42枚目 3–4      | 東三段目53枚目 3–4        | 西三段目66枚目 5–2      | 東三段目39枚目 2–5          | 西三段目67枚目 3–4      | 東三段目83枚目 6–1          |
| 2009年 （平成21年） | 東三段目25枚目 5–2      | 西幕下60枚目 3–4          | 西三段目14枚目 5–2      | 西幕下51枚目 2–5            | 西三段目15枚目 3–4      | 東三段目28枚目 4–3          |
| 2010年 （平成22年） | 西三段目17枚目 2–5      | 東三段目42枚目 4–3        | 東三段目27枚目 3–4      | 西三段目43枚目 4–3          | 西三段目26枚目 4–3      | 西三段目14枚目 2–5          |
| 2011年 （平成23年） | 東三段目40枚目 3–4      | 八百長問題 により中止     | 西三段目57枚目 6–1      | 西幕下54枚目 3–4            | 西三段目2枚目 4–3       | 西幕下53枚目 6–1            |
| 2012年 （平成24年） | 西幕下23枚目 4–3        | 東幕下17枚目 3–4          | 西幕下22枚目 1–6        | 東幕下45枚目 2–5            | 東三段目9枚目 3–4       | 東三段目27枚目 5–2          |
| 2013年 （平成25年） | 西三段目筆頭 2–5        | 西三段目21枚目 4–3        | 東三段目10枚目 5–2      | 西幕下50枚目 4–3            | 東幕下45枚目 2–5        | 東三段目10枚目 5–2          |
| 2014年 （平成26年） | 東幕下48枚目 4–3        | 東幕下40枚目 5–2          | 東幕下28枚目 3–4        | 西幕下37枚目 2–5            | 東幕下59枚目 3–4        | 西三段目13枚目 5–2          |
| 2015年 （平成27年） | 東幕下51枚目 4–3        | 東幕下41枚目 3–4          | 西幕下51枚目 4–3        | 西幕下42枚目 1–6            | 東三段目12枚目 6–1      | 東幕下38枚目 4–3            |
| 2016年 （平成28年） | 東幕下30枚目 4–3        | 西幕下25枚目 4–3          | 西幕下20枚目 4–3        | 東幕下15枚目 3–4            | 東幕下24枚目 3–4        | 東幕下33枚目 3–4            |
| 2017年 （平成29年） | 東幕下41枚目 5–2        | 西幕下26枚目 3–4          | 東幕下35枚目 3–4        | 西幕下44枚目 4–3            | 西幕下37枚目 3–4        | 西幕下46枚目 1–6            |
| 2018年 （平成30年） | 西三段目17枚目 4–3      | 西三段目4枚目 2–5         | 東三段目30枚目 6–1      | 西幕下48枚目 4–3            | 東幕下39枚目 5–2        | 東幕下27枚目 3–4            |
| 2019年 （平成31年 /令和元年） | 西幕下38枚目 3–4        | 西幕下42枚目 3–4          | 西幕下50枚目 5–2        | 西幕下33枚目 3–4            | 西幕下42枚目 3–4        | 西幕下52枚目 3–4            |
| 2020年 （令和2年） | 西幕下60枚目 5–2        | 西幕下37枚目 5–2          | 感染症拡大 により中止   | 西幕下23枚目 3–4            | 東幕下31枚目 5–2        | 西幕下17枚目 4–3            |
| 2021年 （令和3年） | 西幕下11枚目 1–6        | 西幕下32枚目 3–4          | 東幕下39枚目 2–5        | 西三段目3枚目 5–2           | 西幕下41枚目 3–4        | 東幕下52枚目 3–4            |
| 2022年 （令和4年） | 東三段目5枚目 4–3       | 東幕下54枚目 4–3          | 東幕下43枚目 4–3        | 東幕下34枚目 3–4            | 西幕下44枚目 3–4        | 西幕下59枚目 3–4            |
| 2023年 （令和5年） | 東三段目12枚目 5–2      | 西幕下47枚目 2–5          | 西三段目8枚目 2–5       | 西三段目35枚目 3–4          | 西三段目51枚目 5–2      | 西三段目23枚目 2–5          |
| 2024年 （令和6年） | 東三段目51枚目 5–2      | 東三段目25枚目 引退 2–5–0 | x                       | x                           | x                       | x                           |
| 各欄の数字は、「勝ち-負け-休場」を示す。 優勝 引退 休場 十両 幕下 三賞：敢=敢闘賞、殊=殊勲賞、技=技能賞 その他：★=金星 番付階級：幕内 - 十両 - 幕下 - 三段目 - 序二段 - 序ノ口 幕内序列：横綱 - 大関 - 関脇 - 小結 - 前頭（「#数字」は各位内の序列） |                         |                           |                         |                             |                         |                             |

## 改名歴
- 竹谷 和也（たけだに かずや）：2006年3月場所 - 2010年1月場所
- 隠岐の富士 和也（おきのふじ かずや）：2010年3月場所 - 2024年3月場所